# Campionati europei di hockey su pista 2000
I Campionati Europei 2000 sono stati la 44ª edizione dei campionati europei di hockey su pista; la manifestazione venne disputata in Svizzera a Wimmis dal 5 al 10 giugno 2000.

La competizione fu organizzata dalla Comité Européen de Rink-Hockey.

Il torneo fu vinto dalla nazionale spagnola per la 10ª volta nella sua storia.

## Città ospitanti e impianti sportivi
| CITTÀ  | IMPIANTO | CAPIENZA |
| Wimmis | ?        | ?        |

## Prima fase

### Girone A

#### Risultati
| Wimmis giugno 2000 | Inghilterra | 0 – 8 | Francia |  |

| Wimmis giugno 2000 | Inghilterra | 1 – 17 | Portogallo |  |

| Wimmis giugno 2000 | Inghilterra | 0 – 7 | Svizzera |  |

| Wimmis giugno 2000 | Francia | 1 – 2 | Portogallo |  |

| Wimmis giugno 2000 | Francia | 5 – 1 | Svizzera |  |

| Wimmis giugno 2000 | Portogallo | 4 – 1 | Svizzera |  |

#### Classifica
|    | Squadra     | PT | G | V | N | P | GF | GS | Diff. | Note |
| -- | ----------- | -- | - | - | - | - | -- | -- | ----- | ---- |
| 1. | Portogallo  | 6  | 3 | 3 | 0 | 0 | 23 | 3  | +20   |      |
| 2. | Francia     | 4  | 3 | 2 | 0 | 1 | 14 | 3  | +11   |      |
| 3. | Svizzera    | 2  | 3 | 1 | 0 | 2 | 9  | 9  | 0     |      |
| 4. | Inghilterra | 0  | 3 | 0 | 0 | 3 | 1  | 32 | -31   |      |

### Girone B

#### Risultati
| Wimmis giugno 2000 | Germania | 0 – 3 | Italia |  |

| Wimmis giugno 2000 | Germania | 2 – 2 | Paesi Bassi |  |

| Wimmis giugno 2000 | Germania | 0 – 5 | Spagna |  |

| Wimmis giugno 2000 | Italia | 7 – 0 | Paesi Bassi |  |

| Wimmis giugno 2000 | Italia | 1 – 4 | Spagna |  |

| Wimmis giugno 2000 | Paesi Bassi | 1 – 14 | Spagna |  |

#### Classifica
|    | Squadra     | PT | G | V | N | P | GF | GS | Diff. | Note |
| -- | ----------- | -- | - | - | - | - | -- | -- | ----- | ---- |
| 1. | Spagna      | 6  | 3 | 3 | 0 | 0 | 23 | 2  | +21   |      |
| 2. | Italia      | 4  | 3 | 2 | 0 | 1 | 11 | 4  | +7    |      |
| 3. | Germania    | 1  | 3 | 0 | 1 | 2 | 2  | 10 | -8    |      |
| 4. | Paesi Bassi | 1  | 3 | 0 | 1 | 2 | 3  | 23 | -20   |      |

## Fase finale

### Fase 1º - 4º posto

#### Tabellone principale
|  | Semifinali | Semifinali | Semifinali |            |        | Finale          | Finale          | Finale          |  |
|  |            |            |            |            |        |                 |                 |                 |  |
|  | Spagna     | Spagna     | 6          |            |        |                 |                 |                 |  |
|  | Spagna     | Spagna     | 6          |            |        |                 |                 |                 |  |
|  | Francia    | Francia    | 1          |            |        |                 |                 |                 |  |
|  | Francia    | Francia    | 1          |            | Spagna | Spagna          | 4               |                 |  |
|  |            |            |            |            | Spagna | Spagna          | 4               |                 |  |
|  |            |            | Portogallo | Portogallo | 3      |                 |                 |                 |  |
|  | Portogallo | Portogallo | Portogallo | Portogallo | 3      | 4               |                 |                 |  |
|  | Portogallo | Portogallo |            |            |        | 4               |                 |                 |  |
|  | Italia     | Italia     | 1          |            |        | Finale 3º posto | Finale 3º posto | Finale 3º posto |  |
|  | Italia     | Italia     | 1          |            |        |                 |                 |                 |  |
|  |            |            |            |            |        |                 |                 |                 |  |
|  |            |            |            |            |        | Francia         | Francia         | 0               |  |
|  |            |            |            |            |        | Francia         | Francia         | 0               |  |
|  |            |            |            |            |        | Italia          | Italia          | 4               |  |

#### Risultati

##### Semifinali
| Wimmis 9 giugno 2000 | Spagna | 6 – 1 | Francia |  |

| Wimmis 9 giugno 2000 | Portogallo | 4 – 1 | Italia |  |

##### Finale 3º - 4º posto
| Wimmis 10 giugno 2000 | Francia | 0 – 4 | Italia |  |

##### Finale 1º - 2º posto
| Wimmis 10 giugno 2000 | Spagna | 4 – 3 | Portogallo |  |

### Fase 5º - 8º posto

#### Tabellone principale
|  | Semifinali  | Semifinali  | Semifinali |          |          | Finale 5º posto | Finale 5º posto | Finale 5º posto |  |
|  |             |             |            |          |          |                 |                 |                 |  |
|  | Svizzera    | Svizzera    | 5          |          |          |                 |                 |                 |  |
|  | Svizzera    | Svizzera    | 5          |          |          |                 |                 |                 |  |
|  | Paesi Bassi | Paesi Bassi | 2          |          |          |                 |                 |                 |  |
|  | Paesi Bassi | Paesi Bassi | 2          |          | Svizzera | Svizzera        | 6               |                 |  |
|  |             |             |            |          | Svizzera | Svizzera        | 6               |                 |  |
|  |             |             | Germania   | Germania | 0        |                 |                 |                 |  |
|  | Germania    | Germania    | Germania   | Germania | 0        | 6               |                 |                 |  |
|  | Germania    | Germania    |            |          |          | 6               |                 |                 |  |
|  | Inghilterra | Inghilterra | 1          |          |          | Finale 7º posto | Finale 7º posto | Finale 7º posto |  |
|  | Inghilterra | Inghilterra | 1          |          |          |                 |                 |                 |  |
|  |             |             |            |          |          |                 |                 |                 |  |
|  |             |             |            |          |          | Paesi Bassi     | Paesi Bassi     | 5               |  |
|  |             |             |            |          |          | Paesi Bassi     | Paesi Bassi     | 5               |  |
|  |             |             |            |          |          | Inghilterra     | Inghilterra     | 2               |  |

#### Risultati

##### Semifinali
| Wimmis 9 giugno 2000 | Svizzera | 5 – 2 | Paesi Bassi |  |

| Wimmis 9 giugno 2000 | Germania | 6 – 1 | Inghilterra |  |

##### Finale 7º - 8º posto
| Wimmis 10 giugno 2000 | Paesi Bassi | 5 – 2 | Inghilterra |  |

##### Finale 5º - 6º posto
| Wimmis 10 giugno 2000 | Svizzera | 6 – 0 | Germania |  |

## Classifica finale
|    | Squadra     | G | V | N | P | GF | GS | Diff. | Note |
| -- | ----------- | - | - | - | - | -- | -- | ----- | ---- |
| 1. | Spagna      | 5 | 5 | 0 | 0 | 33 | 6  | +27   |      |
| 2. | Portogallo  | 5 | 4 | 0 | 1 | 30 | 8  | +22   |      |
| 3. | Italia      | 5 | 3 | 0 | 2 | 16 | 8  | +8    |      |
| 4. | Francia     | 5 | 2 | 0 | 3 | 15 | 13 | +2    |      |
| 5. | Svizzera    | 5 | 3 | 0 | 2 | 20 | 11 | +9    |      |
| 6. | Germania    | 5 | 1 | 1 | 3 | 8  | 17 | -9    |      |
| 7. | Paesi Bassi | 5 | 1 | 1 | 3 | 10 | 30 | -20   |      |
| 8. | Inghilterra | 5 | 0 | 0 | 5 | 4  | 43 | -39   |      |

## Campioni
| Campione d'Europa 2000 |
| ---------------------- |
| Spagna 10º titolo      |